# شهدخوار پس‌سرعنابی
شهدخوار پس‌سرعنابی (نام علمی: Aethopyga guimarasensis) نام یک گونه از تیره شهدخواران است. این گونه بوم‌زاد فیلیپین است. زیستگاهش مناطق گرمسیری و جنگل‌های کم‌ارتفاع می‌باشد.